# 板倉治作
板倉 治作（いたくら じさく、1907年（明治40年）7月4日 - 1964年（昭和39年）9月14日）は、日本の教員、実業家、政治家。衆議院議員。

## 経歴
新潟県中頸城郡上杉村（現上越市）で生まれる。1927年、高田師範学校を卒業し、新潟市湊小学校、三島郡日越小学校の訓導を務めた。
その後上京して、日本橋で三京堂（カーボン卸製造業）を経営した。戦災を受けて帰郷し農業を経営した。
1946年4月、第22回衆議院議員総選挙に新潟県第二区から日本自由党公認で出馬して当選し、衆議院議員を一期務めた。